# مجلة الجمعية التونسية لجراحة العظام والمفاصل

غلاف مجلة الجمعية التونسية لجراحة العظام والمفاصل

مجلة الجمعية التونسية لجراحة العظام والمفاصل (بالفرنسية: Tunisie Orthopédique) هي مجلة طبية تصدر باللغة الفرنسية عن الجمعية التونسية لجراحة العظام والمفاصل منذ عام 2008.

### وصلات خارجية
- (بالفرنسية) افتتاحية العدد الأول من مجلة الجمعية التونسية لجراحة العظام والمفاصل.